# Ciénega de Flores
Ciénega de Flores – miasto w Meksyku, w stanie Nuevo León.

## Współpraca
- Laredo, Stany Zjednoczone